# فريدريك بي. بيلنجر
فريدريك بي. بيلنجر هو سياسي أمريكي، ولد في 15 مارس 1792، وتوفي في 13 فبراير 1876. نشط حزبياً في الحزب الجمهوري والحزب الديمقراطي. وقد انتخب عضو مجلس ولاية نيويورك ‏.